# قائمة الأفلام المصرية سنة 1981
هذه قائمة بالأفلام المصرية لعام 1981 مرتبة أبجديا

## 1981
- لحظة ضعف
- 4-2-4
- أهل القمة
- زيارة سرية
- أمهات في المنفى
- الشيطان يعظ
- العرافة
- المشبوه
- طائر على الطريق
- عيون لا تنام
- أنا لا أكذب ولكني أتجمل
- موعد على العشاء
- وادي الذكريات
- وقيدت ضد مجهول